# Capitol Hill (Marianas Setentrionais)
Capitol Hill, também encontrada na grafia Capital Hill, é uma vila localizada na ilha de Saipã.

## História
Durante 10 anos, a Marinha dos Estados Unidos utilizava a região para treinamento de guerrilha durante a Guerra Civil chinesa; durante este período, as autoridades militares americana construíram edifícios à prova de tufões, e era denominada de Army Hill. Atualmente, o assentamento sedia os poderes executivos e legislativos da Comunidade das Ilhas Marianas Setentrionais.

## Características
Capitol Hill e Saipã se caracteriza por litorais arenosos e paisagens montanhosas e tem vários campos profissionais de golfe. Seu ponto mais alto é o monte Tapochau, um pico de calcário no centro da ilha com 1.555 pés de altitude. Perto da extremidade norte, memoriais japoneses marcam o Banzai Cliff e o Suicide Cliff, locais da Batalha de Saipan, em 1944.